# موريس ترنتينيان
موريس ترنتينيان (بالفرنسية: Maurice Trintignant)‏ مواليد 30 أكتوبر 1917 في فوكلوز، فرنسا، كان سائق فورملا 1 فرنسي سابق بدأ مسيرته الاحترافية سنة 1950. كان أول سباق له هو جائزة موناكو الكبرى 1950، حقق أول فوز له في جائزة موناكو الكبرى 1955. خاض خلال مسيرته 84 سباقاً فاز في 2 منها.

## سباقات شارك فيها
- لو مان 24 ساعة
- بطولة العالم للسيارات الرياضية

## بطولات حققها
- جائزة موناكو الكبرى 1955
- جائزة موناكو الكبرى 1958

## روابط خارجية
- موريس ترنتينيان على موقع Racing-Reference.info (الإنجليزية)
- موريس ترنتينيان على موقع DriverDB.com (الإنجليزية)